# ダヴィド・ブルリューク

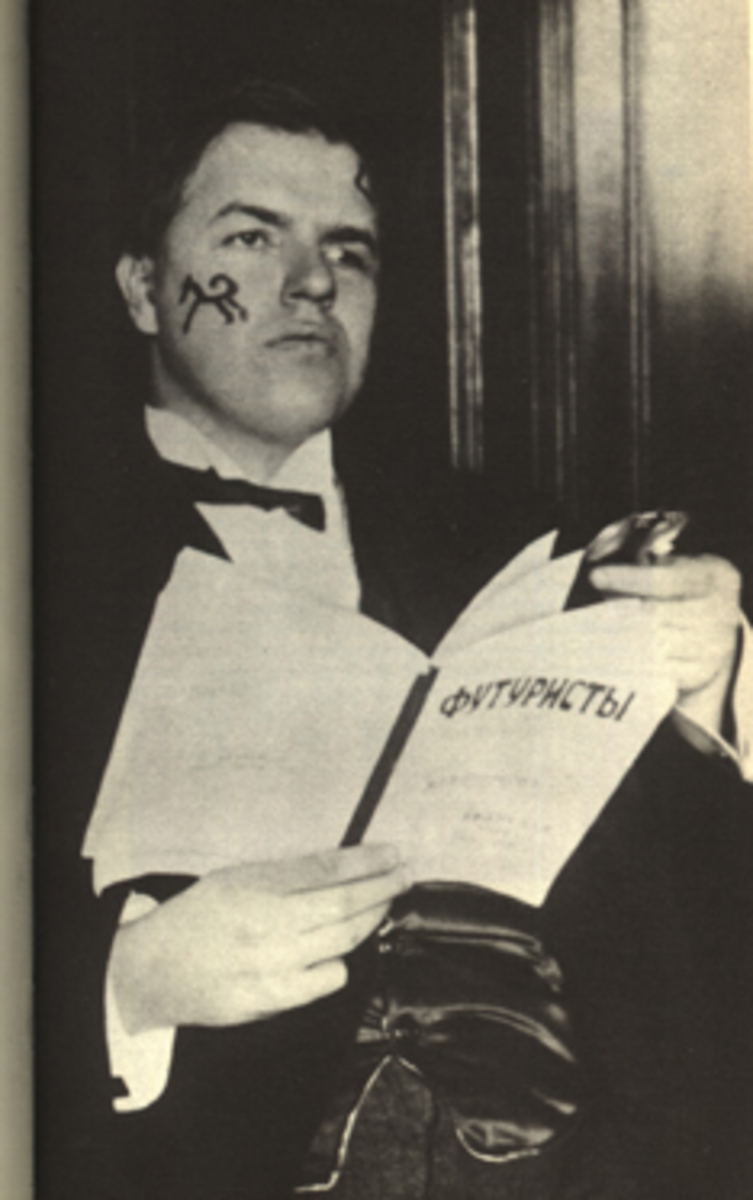
1914年当時

ダヴィト・ダヴィドヴィチ・ブルリューク（Дави́д Дави́дович Бурлю́к、1882年7月21日 - 1967年1月15日）は、ロシア未来派の画家。ロシア未来派の中心人物の1人で、「ロシア未来派の父」と呼ばれることもある。

## 生涯
彼は、ロシア帝国のハリコフ県に生まれた。1898年から1904年にかけてカザンとオデッサの美術学校に通い、ミュンヘンの王立アカデミー、パリのエコール・デ・ボザールに遊学し、絵画を学んだ。
1910年代は、モスクワを中心に活躍。1910年にウラジーミル・マヤコフスキーらと出会い、未来派としての活動開始。弟のウラジーミル・ブルリュークと共に青騎士に参加。ダイヤのジャックやギレヤにも加わる。1912年には、未来派文集『社会の趣味への平手打ち』発表に参加。1918年には、マヤコフスキー、ヴァシーリー・カメンスキーとともに「未来派新聞（未来主義者新聞）」を1号のみ刊行、立体未来派を組織した。絵画、詩を中心に活動。
1917年までウラル地方に居住していたが、ロシア革命の勃発に伴いウラジオストクに転居。1920年に来日。同年10月には、ヴィクトール・パリモフとともに、「日本に於ける最初のロシア画展」を開催（東京京橋・星製薬株式会社。500点出品）1921年、木下秀一郎と未来派の講演会を開催（名古屋）。同年、第2回未来派美術協会展にも出品。1922年、渡米し、以後ニューヨークに定住した。1967年、ニューヨークで没。
代表作として、1912年の文集『社会の趣味への平手打ち』、1932年の自選詩集『１/２世紀』などがある。

## 著作
『未来派とは？ 答へる』（木下秀（一郎）と共著）1923年、中央美術社

## 作品

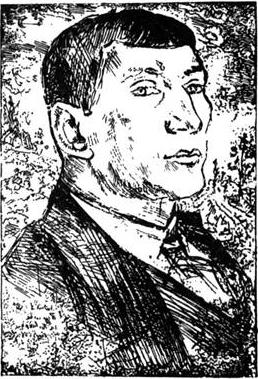
ベネディクト・リフシッツ (1911)
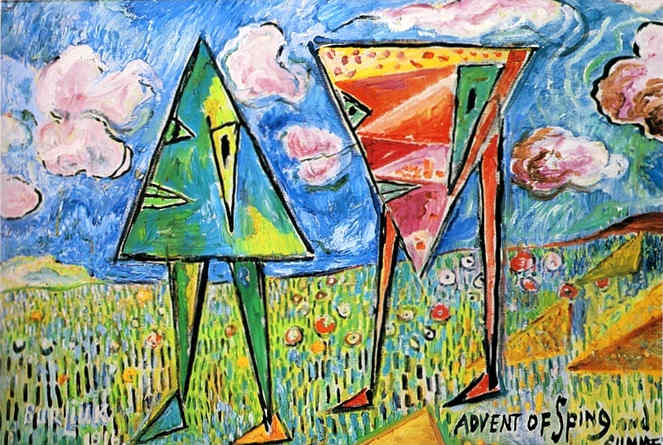
春 (1914年)
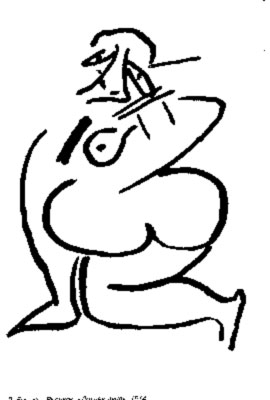
ルナの死 (1914年)
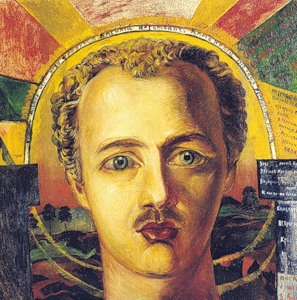
ヴァシリー・カメンスキーの肖像 (1917年)